# San Martín Toxpalan
San Martín Toxpalan är en kommun i Mexiko.   Den ligger i delstaten Oaxaca, i den sydöstra delen av landet, 260 km sydost om huvudstaden Mexico City.
Följande samhällen finns i San Martín Toxpalan:
- El Duraznillo
- Ignacio Zaragoza
- Lagunillas
- Cuixtepec